# Єсаульський
Єсаульський (рос. Есаульский) — селище у Сосновському районі Челябінської області Російської Федерації.
Входить до складу муніципального утворення Єсаульське сільське поселення. Населення становить 2779 осіб (2017).

## Історія
Від січня 1924 року належить до Сосновського району Челябінської області (спочатку Челябінського району).
Згідно із законом від 9 липня 2004 року органом місцевого самоврядування є Єсаульське сільське поселення.

## Населення
| 2002  | 2010  | 2011  | 2012  | 2013  | 2014  | 2015  |
| ----- | ----- | ----- | ----- | ----- | ----- | ----- |
| 2637  | ↘2619 | ↗2623 | ↗2697 | ↗2735 | ↗2776 | ↘2771 |
| 2016  | 2017  |       |       |       |       |       |
| ↗2774 | ↗2779 |       |       |       |       |       |